# Kälktjärnen (Älvdalens socken, Dalarna)
Kälktjärnen är en sjö i Älvdalens kommun i Dalarna och ingår i Dalälvens huvudavrinningsområde.